# Anthemis lithuanica
Anthemis lithuanica (роман литовський1) — вид рослин з родини айстрових (Asteraceae), поширений в Україні, Білорусі, західній Росії.

## Поширення
Поширений в Україні, Білорусі, західній Росії; поширення у Литві під питанням.

## Виноски
1 Українська назва є транскрибуванням та/або перекладом латинської назви авторами статті і в авторитетних україномовних джерелах не знайдена.